# Hreinn Halldórsson
Hreinn Halldórsson (3 de março de 1949) é um antigo atleta islandês especialista em arremesso de peso. Foi campeão europeu em pista coberta, em San Sebastian, no ano de 1977. Conseguiu nesta prova a sua melhor marca de sempre, ao lançar o peso a 21.09 m.
Esteve presente nos Jogos Olímpicos de 1976 (onde não passou das eliminatórias) e nos Jogos de Moscovo 1980, onde foi 10º classificado na final.